# 6361 Koppel
För andra betydelser, se Koppel.
6361 Koppel eller 1978 VL11 är en asteroid i huvudbältet som upptäcktes den 7 november 1978 av de båda amerikanska astronomerna Eleanor F. Helin och Schelte J. Bus vid Palomarobservatoriet. Den är uppkallad efter den danske musikern Thomas Koppel.
Asteroiden har en diameter på ungefär tre kilometer.